# CHEETAH
CHEETAH — четвероногий робот, созданный компанией Boston Dynamics и предназначенный для действия в чрезвычайных ситуациях. Разработка робота ведётся по программе Maximum Mobility and Manipulation program агентства DARPA. Является самым быстрым в мире сухопутным роботом с ногами.

## Конструкция
Робот имеет четыре ноги и способную изгибаться спину. Спина, как и у животных, изгибается вперёд и назад при каждом шаге, что позволяет увеличить скорость передвижения. Спина и ноги приводятся в движение с помощью гидромоторов.

## Лабораторный образец
Робот CHEETAH впервые представлен публике в виде лабораторного образца, установленного на беговую дорожку и снабжённого удерживающими от падения ограничителями. Питание осуществляется от стационарной гидравлической установки. Этот образец может перемещаться со скоростью до 45,5 км/ч (по данным разработчика — до 46,7 км/ч), однако данная скорость соответствует перемещению ног робота, а не его способности двигать себя вперед.
Робот превзошёл рекорд скорости для сухопутных роботов с ногами, установленный в 1989 году в Массачусетском технологическом институте.

## WildCat
WildCat (рус. «Дикий кот») — робот типа CHEETAH следующего поколения, имеющий автономную систему гидропитания.
5 октября 2013 года компания Boston Dynamics представила видео, демонстрирующее работу этого робота. На ровной поверхности WildCat развил скорость 25 км/ч.